# 省立广东大学
1940年至1945年位于广州的省立广东大学（当时通稱广东大学），由汪精衛國民政府所属广东省政府辦學。重庆国民政府和随后的中华人民共和国政府均将该校称为伪“广东大学”。

## 历史
1924年，中华民国广州市成立国立广东大学，1926年改名国立中山大学。1938年10月，中华民国在廣州戰役失守，国立中山大学西迁羅定，最終定址云南澄江县。由於廣州的教育資源被抽空外地，1940年汪精卫国民政府教育部籌劃原址复办国立中山大学，廣東省教育厅厅长林汝珩希望辦省立大學而不是國立大學，免得上級插手校務。林汝珩得到廣東省代理省長陳耀祖介紹，游說陳耀祖之姊、汪精卫的夫人陈璧君，最終汪精卫同意改辦省立广东大学。广东省政府于1940年7月26日在第十八次省务会议通过建立广东大学。广东大学从1940年5月开始筹建，9月25日举行开学典礼。收生多为無法跟隨国立中山大学西迁的華南貧寒學生。
1945年8月，汪精卫国民政府倒台，宋子文內閣教育部長朱家驊於9月下令解散「偽廣東大學」，將淪陷區學生劃為「偽學生」，頒佈《淪陷區專科以上學校學生、畢業生甄審辦法》（或稱《偽專科以上學校學生畢業生甄審辦法》），於10月中旬在北平、天津、上海、南京設立臨時大學補習班，令原淪陷區在校生先補習再考試，至於已畢業的學生則需補交論文以及蔣介石所著的《中國之命運》閱讀心得報告。此舉引起華南淪陷區學生反彈，提出「人民無偽，學生無偽」。

## 院系
广东大学以国立中山大学为蓝本，设有文、法、理工、农四个学院。各学院下设学系如下：
- 文学院：中国文学系、教育学系、历史学系（后历史学系并入中国文学系）
- 法学院：法律系、政治系、经济系（后政治系与经济系合并为政治经济系）
- 理工学院：化学系、物理系、土木工程系、建筑工程系
- 农学院：农林系、园艺系、畜医系

## 校址
广东大学成立后，使用广州城内光孝寺为校舍。在该校成立前，光孝寺为广州市维持会的复兴军司令部。1941年日本對美國宣戰后，位于广州市河南島的由美北長老會办學的私立岭南大学校址康乐园被政府征收。由是，广东大学于1942年秋将校址迁往康乐园。